# Кинематограф Азии
Азиатское кино, или кинематограф Азии, — общее определение для всех киношкол континента по территориальному принципу. Это определение весьма условное, так как киношколы разных регионов Азии значительно различаются между собой.
В понятие «азиатское кино» включаются следующие регионально-культурные подразделения:
- Кино Западной Азии
- Кино Центральной Азии
- Кино Южной Азии
- Кино Северной Азии
- Кино Восточной Азии
- Кино Юго-Восточной Азии

## Кинематограф по регионам Азии

### Кино Западной Азии
Самые крупные киноиндустрии базируются в Турции и Иране.
Основные международные успехи связаны с иранским кинематографом: в конце 1990-х и начале 2000-х годов несколько иранских фильмов выиграли главные призы на международных фестивалях в Каннах, Венеции, Локарно и других.
Кино в странах с преобладанием арабского населения называют также «арабским кинематографом».

#### Киношколы
- Киношколы Закавказья[1]
  - Кино Азербайджана
  - Кино Армении
  - Кино Грузии
- Киношколы Ближнего Востока
  - Кино Турции[1]
  - Кино Израиля[1]
  - Арабский кинематограф:
    - Кино Бахрейна
    - Кино Египта
    - Кино Иордании
    - Кино Ирака
    - Кино Йемена
    - Кино Катара
    - Кино Кипра[1]
    - Кино Кувейта
    - Кино Ливана
    - Кино Объединённых Арабских Эмиратов
    - Кино Омана
    - Кино Палестины
    - Кино Саудовской Аравии
    - Кино Сирии
    - (к арабскому кинематографу также относится ещё и кинематограф 10 африканских стран с арабским населением)
- Киношколы Среднего Востока
  - Кино Афганистана
  - Кино Ирана

#### Режиссёры
- Йылмаз Гюней (Турция)
- Мохсен Махмальбаф (Иран)
- Аббас Киаростами (Киярустами) (Иран)
- Маджид Маджиди (Иран)
- Исмаил Метин (Турция)
- Джафар Панахи (Иран)
- Метин Эрксан (Турция)
- Ара Сурен Вахуни (арм. Արա Վահունի) (1938—2006), армянский кинорежиссёр и сценарист, Заслуженный деятель искусств Армянской ССР (1982).

#### Актёры
- Моххамед Али-Фардин (Иран)
- Йылмаз Гюней (Турция)
- Ники Карими (Иран)
- Бадалян, Агасий — актёр советского и армянского кино и театра. Заслуженный артист Армянской ССР.

#### Фильмы
- Божественное вторжение (Палестина)
- Вкус вишни (Иран)
- Дети небес (Иран)
- Габбех / Персидские ковры (Иран)
- Миг невинности (Иран)
- Засушливое лето (Турция)
- Круг (Иран)

### Кино Центральной Азии
Из всех стран Центральной Азии динамично развиваются кинематограф Кыргызстана, Казахстана и Узбекистана. В остальных странах региона новые фильмы выпускаются реже, в Туркменистане единственная киностудия возрождается после упадка.

#### Киношколы
- Кино Казахстана
- Кино Кыргызстана
- Кино Узбекистана
- Кино Таджикистана
- Кино Туркменистана

#### Режиссёры
- Актан Абдыкалыков (Кыргызстан)
- Шакен Айманов (Казахстан)
- Асанова Динара (Кыргызстан)
- Асанали Ашимов (Казахстан)
- Океев Толомуш (Кыргызстан)
- Шамшиев Болотбек (Кыргызстан)
- Серик Апрымов (Казахстан)
- Баходыр Одылов (Узбекистан)
- Юсуф Разыков (Узбекистан)
- Бахром Якубов (Узбекистан)
- Акан Сатаев (Казахстан)

#### Фильмы
- Беш кемпир (Кыргызстан)
- Доброго пути (Узбекистан)
- Кочевник (Казахстан)
- Махамбет (Казахстан)
- Оратор (Узбекистан)
- Курманжан Датка (Кыргызстан)

### Кино Южной Азии
В Южной Азии базируется крупнейшая в мире киноиндустрия — индийская. Кинематограф развит также в Пакистане и Бангладеш.
Для региона характерны названия, подражающие Голливуду: Болливуд, Колливуд, Толливуд, Лолливуд и т. д.

#### Жанры
Индийское кино известно всему миру благодаря множеству мелодраматических музыкальных фильмов. Этот жанр и является основным для региона. Чаще всего встречаются следующие жанры:
- Музыкальные фильмы
- Мелодрамы
- Исторические фильмы
- Боевики

#### Киношколы
- Кино Бангладеш
- Кино Бутана
- Кино Индии
- Кино Пакистана
- Кино Шри-Ланки

#### Режиссёры
- Рам Гопал Варма (Индия)
- Шекхар Капур (Индия)
- Мани Ратнам (Индия)
- Сатьяджит Рей (Индия)
- Мринал Сен (Индия)
- Сантош Сиван (Индия)
- Сундип Дара (Индия)
- Дечен Родер[англ.] — Бутанский кинорежиссер-мультипликатор.

#### Кинооператоры
- Рэнди Ратнавелу[англ.] (Индия)

#### Актёры
- Дев Ананд (Индия)
- Амитабх Баччан (Индия)
- Радж Капур (Индия)
- Аамир Хан (Индия)
- Мина Кумари (Индия)
- Шахрух Хан (Индия)
- Рани Мукхерджи (Индия)
- Айшвария Рай (Индия)
- Ритик Рошан (Индия)
- Шармила Тагор (Индия)
- Митхун Чакраборти (Индия)
- Суданшу Пандей (Индия)
- Мадхури Дикшит (Индия)
- Каджол (Индия)
- Шридеви (Индия)
- Акшай Кумар (Индия)
- Салман Хан (Индия)

#### Фильмы
- Бомбей (Индия)
- Бродяга (Индия)
- Великий Могол (Индия)
- Месть и закон (Индия)
- Мир Апу (Индия)
- Непокорённый (Индия)
- Песнь дороги (Индия)
- Робот (Индия)
- Танцор диско (Индия)

#### Телесериалы
- Две Звезды (Индия)

### Кино Северной Азии

#### Киношколы
- Кино Урала[2][3]
- Кино Сибири[4][5][6][7][8][9]
- Кино Дальнего Востока[10][11][12]
  - Бурятское кино[13]
  - Чукотское кино[14][15][16][17][18]
  - Якутское кино[14][19][20][21]

#### Режиссёры
- Баир Дышенов (Республика Бурятия)
- Филипп Абрютин[15] (АО Чукотка)
- Андрей Борисов (Республика Саха)
- Дмитрий Давыдов[14] (Республика Саха)

#### Фильмы
- Красный газ (Сибкино)
- Чайник (Республика Бурятия)
- Отхончик. Первая любовь (БурятКино)
- Китобой (АО Чукотка)
- Трагедия в бухте Роджерс (АО Чукотка)
- Тайна Чингис Хаана (Республика Саха)
- Кэскил (Республика Саха)
- Покидая благоухающую гавань (Республика Саха)
- Пугало (Республика Саха)

### Кино Восточной Азии
Кино Восточной Азии всегда было совершенно самобытным и непохожим на европейское или американское кино. Для авторских фильмов восточноазиатских режиссёров характерна высокоэстетичность и глубокомысленность, хотя в регионе широко развита и индустрия развлекательного кино.
Восточноазиатский кинематограф практически не был известен на западе до 1950-х годов, когда в Европе и Америке вошло в моду японское кино. Вторую волну популярности кино Восточной Азии переживает с 1990-х годов и поныне, причём теперь наравне с японскими популярны фильмы из Китая, Гонконга и иногда из Южной Кореи. Кроме того, в 1980-е годы на западе был популярен Брюс Ли, артист фильмов кунг-фу из Гонконга.

#### Жанры
В восточноазиатском кинематографе сформировались уникальные жанры фильмов, которых нет в кино других регионов:
- Фильмы восточных единоборств (особенно распространено в Гонконге)
- Токусацу (японские фантастические фильмы, обычно участвуют монстры наподобие Годзиллы)
- Аниме (японские мультфильмы с характерными сюжетами и эстетикой)
- Азиатский экстрим

Также широко известны на западе фильмы следующих жанров:
- Фильмы ужасов (характерны для Японии)
- Криминальные фильмы (часто в них действуют китайские триады и японские якудза)
- Исторические боевики (в последнее время много фильмов этого жанра снимается в Китае)

#### Киношколы
- Кино Китая
  - Кино Китайской Республики (Тайвань)
  - Кино Гонконга
- Кино Кореи
  - Кино Северной Кореи
  - Кино Южной Кореи
- Кино Монголии
- Кино Японии

#### Режиссёры
- Вонг Карвай (Гонконг)
- Джон Ву (Китай)
- Им Квон Тэк (Южная Корея)
- Ким Ки Дук (Южная Корея)
- Акира Куросава (Япония)
- Ли Энг (Тайвань)
- Ясудзиро Одзу (Япония)
- Нагиса Осима (Япония)
- Пак Чхан Ук (Южная Корея)
- Такэси Китано (Япония)
- Исиро Хонда (Япония)
- Чан Чжин (Южная Корея)
- Джеки Чан (Гонконг)
- Чэнь Кайгэ (Китай)
- Чжан Имоу (Китай)
- Цуй Харк (Гонконг)
- Лю Чялян (Гонконг)
- Пон Чжун Хо (Южная Корея)
- Ли Чхоль Ха (Южная Корея)
- Чэн Сяодун (Китай)
- Пак Нам Ок (1923-2017), корейская кинорежиссёр, актриса и сценарист, считается первой кореянкой, снявшей отечественный фильм в своей стране.

#### Актёры
- Брюс Ли (Гонконг)
- Тони Лян (Гонконг)
- Тосиро Мифунэ (Япония)
- Джеки Чан (Гонконг)

#### Фильмы
- Звонок (Япония)
- Империя чувств (Япония)
- Клятва (Китай)
- Крадущийся тигр, затаившийся дракон (Тайвань)
- Красный гаолян (Китай)
- Луна в тумане (Япония)
- Любовное настроение (Гонконг)
- Олдбой (Южная Корея)
- Поздняя весна (Япония)
- Расёмон (Япония)
- Семь самураев (Япония)
- Чунгкингский экспресс (Гонконг)
- Паразиты (Южная Корея)

см. также Список фильмов Южной Кореи

### Кино Юго-Восточной Азии
Больше всего фильмов в регионе производится в Таиланде, Вьетнаме, Сингапуре и Мьянме. Собственные фильмы достаточно популярны в этих странах. Особенным спросом пользуются фильмы о боевых искусствах и комедии с национальным колоритом. В последнее время некоторые страны региона в целях борьбы с видеопиратством стараются не комплектовать англоязычными субтитрами свои наиболее популярные новые фильмы. Это ещё более затруднило доступность местной кинопродукции для европейского зрителя.

#### Киношколы
- Кино Вьетнама
- Кино Индонезии
- Кино Камбоджи
- Кино Лаоса
- Кино Малайзии
- Кино Мьянмы
- Кино Сингапура
- Кино Таиланда
- Кино Филиппин

#### Режиссёры
- Апичатпон Верасетакул (Таиланд)
- Ки Сое Тун (Мьянма)
- Эрик Цю Цзиньхай (Сингапур)
- Братья Пан (Таиланд)
- Пен-Ек Ратанаруан (Таиланд)
- Фам Ван Кхоа (Вьетнам)
- Чан Ань Хунг (Вьетнам)
- Анусон Силисакда (Лаос)

#### Актёры
- Тони Джаа (Таиланд)

#### Фильмы
- 6/9 (Таиланд)
- Аромат зелёной папайи (Вьетнам)
- Опасный Бангкок (Таиланд)
- Тропическая болезнь (Таиланд)
- Омен (Таиланд)
- Сабади Луангпрабанг (Лаос)

## Кинофестивали кинематографа Азии
- Международный антальский кинофестиваль (Турция)
- Международный стамбульский кинофестиваль (Турция)
- Каирский международный кинофестиваль (Египет)
- Международный кинофестиваль «Фаджр» (Иран)
- Международный кинофестиваль «Кыргызстан — страна короткометражных фильмов»
- Индийский международный кинофестиваль
- Международный кинофестиваль «Меридианы Тихого» (Россия, Владивосток)
- Шанхайский международный кинофестиваль (Китай)
- Международный кинофестиваль в Гонконге
- Международный кинофестиваль в Токио (Япония)
- Кинофестиваль в Луангпхабанге (Лаос)
- Международный кинофестиваль в Бангкоке (Таиланд)
- Международный фестиваль азиатского кино в Везуле (Франция)

## Кинопремии Азии
- Азиатская кинопремия
- Гонконгская кинопремия
- Золотой Лотос (кинопремия)